# Rhacophorus viridis
Rhacophorus viridis är en groddjursart som först beskrevs av Hallowell 1861.  Rhacophorus viridis ingår i släktet Rhacophorus och familjen trädgrodor. IUCN kategoriserar arten globalt som livskraftig. Inga underarter finns listade i Catalogue of Life.